# هايابوسا 2
|

رسمة متحركة لمسار هايابوسا 2 منذ كانون الأول / ديسمبر 3 2014 حتى 9 ديسمبر 2019
هايابوسا 2
162173 ريوغو
الأرض
الشمس

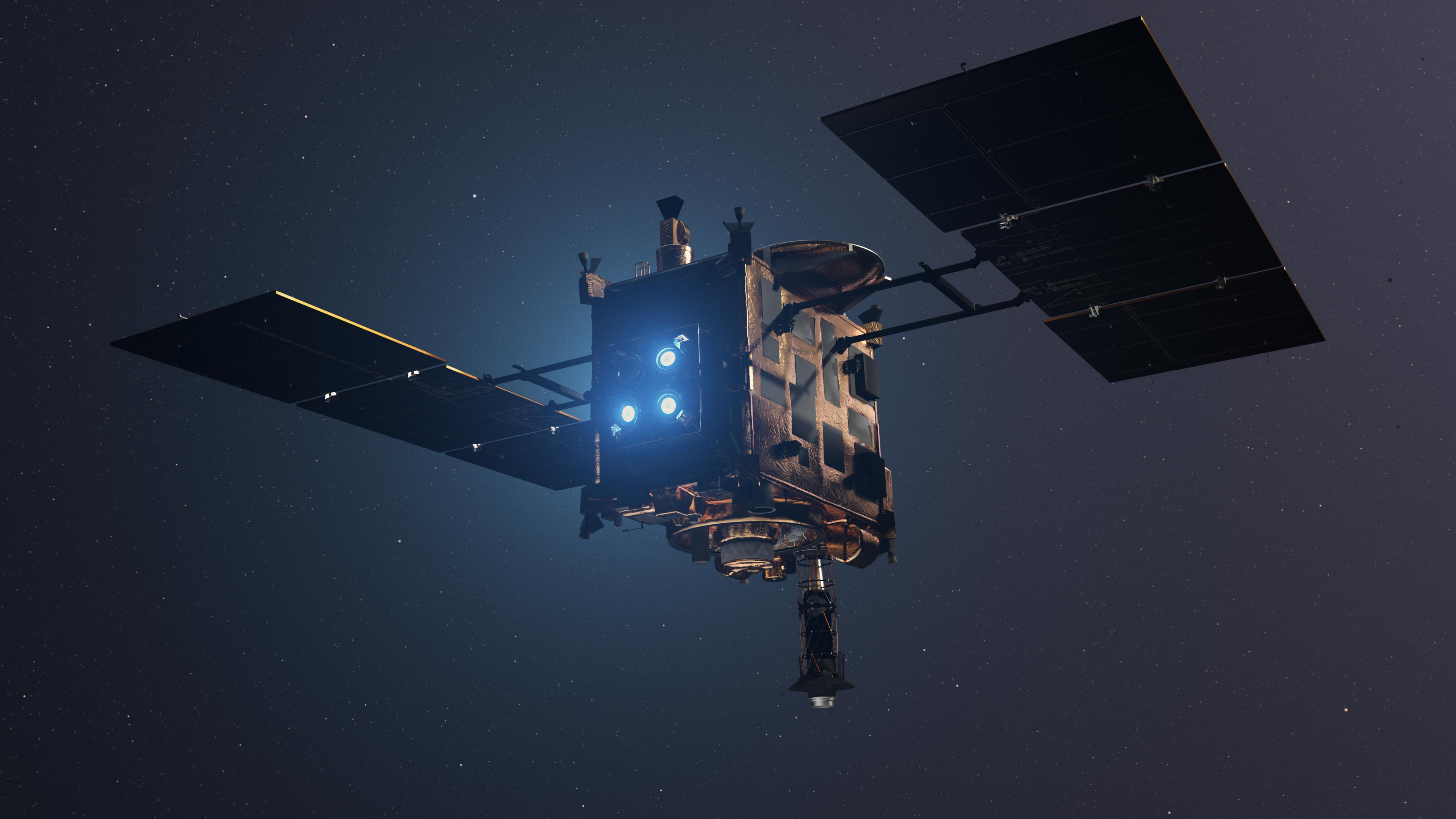
رسم تخيلي لمركبة الفضاء هايابوسا 2 عند تشغيل محركاتها الأيونية.

هايابوسا 2 هي مركبة فضائية ذات مهمة العودة بالعينات تديرها وكالة الفضاء اليابانية «جاكسا». وهي ترقية لمركبة هايابوسا لترقيع نقاط الضعف التي وجُدت في تلك المهمة. أُطلقت هايابوسا 2 في 3 كانون الأول / ديسمبر لعام 2014 ووصلت إلى قرب الكويكب «162173 ريوغو» في حزيران / يونيو من عام 2018، حيث تهدف إلى إجراء مسح للكوكيب لمدة سنة و نصف ومن ثم المغادرة في كانون الأول / ديسمبر من عام 2019 لتعود إلى الأرض في كانون الأول / ديسمبر عام 2020. هبطت المركبة على كويكب «162173 ريوغو» في 22 فبراير 2019، قبل الساعة 8 صباحًا وفقًا لوكالة استكشاف الفضاء اليابانية «جاكسا»، (2300 مساء الخميس بتوقيت جرينتش).
تملك هايابوسا 2 عدة حمولات غرضها العلمي: الاستشعار عن بعد وأخذ العينات  و السبر (المسبار/روفر) — أربعة مسابير صغيرة لفحص سطح الكويكب.

## نظرة عامة
الكويكب ريوغو 162173 (المعروف سابقًا باسم 1999) هو كويكب بدائي كربوني من الأجرام القريبة من الأرض. من المتوقع أن الكويكبات الكربونية تأوي أقدم المواد في المجموعة الشمسية، والتي هي مزيج من الجليد والمعادن  والمركبات العضوية التي تتفاعل مع بعضها البعض. من المتوقع أن توفر دراستها معلومات إضافية حول أصل وتطور الكواكب الداخلية؛ وعلى وجه الخصوص، أصل الماء والمركبات العضوية على الأرض، التي لها صلةٌ بأصل الحياة.
في البداية، خُطط للإطلاق المهمة في 30 نوفمبر 2014، ولكنه جرى تأجيل الموعد إلى 3 ديسمبر 2014 الساعة 04:22 بالتوقيت العالمي المنسق (3 ديسمبر 2014 الساعة 13:22:04 بالتوقيت المحلي) على متن مركبة الإطلاق إتش 2 إيه. انطلقت مركبة هايابوسا 2 مع «مسبار برويسون» المُخصص للتحليق بجانب كويكب 185851 2000 دي بّي 107. لكن، فشلت مهمة برويسون. وصلت هايابوسا 2 إلى ريوجو في 27 يونيو 2018، حيث قامت بمسح الكويكب لمدة عام ونصف وجمعت عينات من سطحه. غادرت المركبة الكويكب في نوفمبر 2019 لإعادة العينات إلى الأرض في أواخر عام 2020.
مقارنةً بمهمة هايابوسا السابقة، تتميز المركبة الفضائية الجديدة بمحركات أيونية وتكنولوجيا توجيه وملاحة وهوائيات وأنظمة تحكم بالموضعية أكثر تقدماً. أُطلقت قذيفة خارقة بالطاقة الحركية على الكويكب للكشف عن العينات البدائية التي جُمعت لاحقًا لإعادتها إلى الأرض.  

## نظرة تاريخية
بعد النجاح الجزئي لمهمة هايابوسا الأولى. بدأت وكالة جاكسا التخطيط لمهمة خليفة لها في عام 2007. في يوليو 2009، قدم العالم ماكوتو يوشيكاوا العامل في جاكسا اقتراحاً للمهمة بعنوان «بعثات إعادة العينات الكوكبية الخليفة لمهمة هايابوسا». في أغسطس 2010، حصلت جاكسا على موافقة الحكومة اليابانية لبدء تطوير هايابوسا 2. قُدرت تكلفة المشروع في عام 2010 بنحو 16.4 مليار ين (149 مليون دولار أمريكي).
أُطلِقت هايابوسا 2 في 3 ديسمبر 2014، ووصلت إلى الكويكب ريوغو في 27 يونيو 2018، وبقيت على بعد 20 كيلومتراً تقريباً من الكويكب لدراسته ورسم خريطة لسطحه. في أسبوع 16 يوليو 2018، بدأت عمليات خفض الارتفاع.
في 21 سبتمبر 2018، نشرت هايابوسا 2 أول مركبتين متجولتين، روفر 1 إيه وروفر 1 بي، من ارتفاع نحو 55 مترًا لتهبطا بعد ذلك على سطح الكويكب بشكل مستقل. وقد عملتا بشكل رمزي ونقلتا البيانات. نُشرت مركبة ماسكوت المتجولة بنجاح في 3 أكتوبر 2018 واستمرت بالعمل لمدة 16 ساعة كما كان مخطط لها.
كان من المقرر أن تبدأ أول عملية جمع للعينات في أواخر أكتوبر 2018، لكن المركبات المتجوّلة واجهت سطحاً ممتلئًا بالصخور الصغيرة والكبيرة بدون حطام صخري لجمع العينات منه، لذلك قرر فريق المهمة تأجيل جمع العينات إلى 2019 لتقييم العديد من الخيارات البديلة. جرت أول علمية جمع عينات سطحية في 21 فبراير 2019. في 5 أبريل 2019، أطلقت هايابوسا 2 قذيفةً صدمية لتشكيل فوهةٍ اصطناعية على سطح الكويكب. فشلت هايابوسا 2 في 14 مايو في إنزال علامات عاكسة ضرورية للنزول وأخذ العينات، لكنها نجحت في إنزال إحداها من ارتفاع 9 أمتار في 4 يونيو. جُمعت العينات تحت السطحية في 11 يوليو 2019. غادرت المركبة الفضائية الكويكب في 13 نوفمبر 2019 (أُرسِل أمر المغادرة في الساعة 01:05 بتوقيت جرينتش في 13 نوفمبر) ومن المتوقع أن تصل العينات إلى الأرض في أواخر عام 2020.

## أخذ العينات

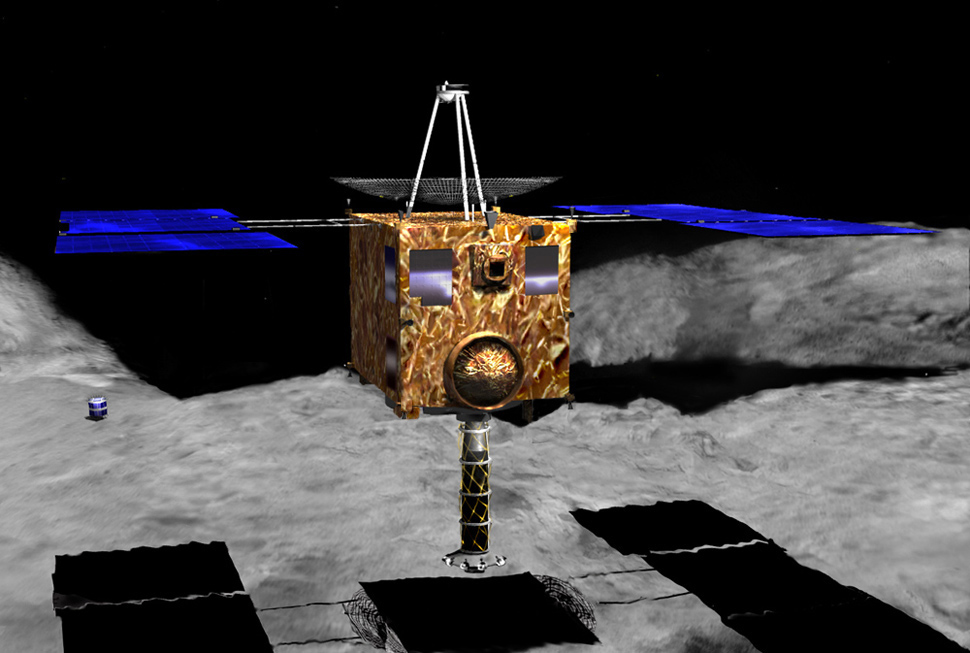
عرض فني لـ "Hayabusa" لجمع عينة سطحية.

كانت الخطة الأصلية للمركبة الفضائية أن تجمع ما يصل إلى ثلاث عينات:
1) المواد السطحية التي تظهر سمات المعادن المائية ؛
2) مادة سطحية مع دليل غير مرئي أو ضعيف على حدوث تغيرات مائية ؛
3) مادة تحت السطح محفورة.
كان من المقرر أن تبدأ أول عينتين سطحيتين في أواخر أكتوبر 2018 ، لكن المركبات الجوالة أظهرت صخورًا كبيرة وصغيرة ومساحة سطحية غير كافية لأخذ العينات ، لذلك قرر فريق البعثة تأجيل أخذ العينات إلى عام 2019 وتقييم الخيارات المختلفة المتاحة .   وتم تخزين جميع العينات في مختومة بشكل منفصل حاويات داخل   كبسولة إرجاع العينة (SRC).

### عينة السطح
يعتمد جهاز أخذ العينات  Hayabusa2   على  طريقة  Hayabusa التي كانت قد تمت من قبل . تم إجراء أول عملية استرجاع للعينة السطحية في 21 فبراير 2019 ، والتي بدأت مع هبوط المركبة الفضائية ، مقتربة من سطح الكويكب. وعندما لامس قرن أخذ العينات المرتبط بـ 'Hayabusa2' ' الجانب السفلي السطح ، تم إطلاق قذيفة 5 غ (0.18 أونصة) تانتالوم (رصاصة) بسرعة  300  متر / ث على السطح. ثم تم جمع بعض المواد الناتجة عن طريق «الماسك» في الجزء العلوي من القرن، والذي وصل إليه القذف بفعل  زخمه الخاص في ظل ظروف جاذبية ضعيفة. 

### عينة تحت السطح

رسم متحرك يوضح اطلاق قذيفة SCI وأخذ العينات اللاحقة من الحفرة الناتجة.

هذا الرسم المتحرك يوضح اطلاق قذيفة SCI وأخذ العينات الناتجة  من الحفرة الناتجة.
يتطلب جمع العينات تحت السطح استخدام أداة تصادم لإنشاء فوهة بركان من أجل استرداد المواد الموجودة تحت السطح ، والتي لا تخضع التجوية الفضائية. يتطلب هذا إزالة كمية كبيرة من المواد السطحية باستخدام أداة تصادم قوية. لهذا الغرض ، اطلقت  "Hayabusa2" في 5 أبريل 2019 مسدس طيران حر بفذيفة واحدة تسمى مصادم صغير محمول Small Carry-on Impactor ("" SCI "") ؛ احتوى هذا النظام على قذيفة 2.5 كـغ (5.5 رطل) من النحاس ، تم إطلاقه على السطح بشحنة دافعة متفجرة. بعد اطلاق القذيفة SCI ، ترك 'Hayabusa2' أيضًا خلفه كاميرا قابلة لإلتقاط الصور ( DCAM3  ).
و تم ترقيم الكاميرا  DCAM3 على هذا النحو  السالف فهو يخلف متابعة لـلكامرتين  DCAM1 و DCAM2 المستخدمتان  على  المركبة الفضائية  إيكاروس (مركبة فضائية) ذات الشراع الشمسي بين الكواكب  لمراقبة ورسم خريطة الموقع الدقيق لتأثير اصابات القذيفة  في حين أن المركبة المدارية تحركت إلى الجانب البعيد من الكويكب لتجنب الاصطدام بالحطام الناتج عن الاصطدام.
كان من المتوقع أن يؤدي اطلاق  SCI إلى اهتزاز زلزالي للكويكب ، وهي عملية تعتبر مهمة لإظهار الأجسام الصغيرة الخالية من الهواء. و كشفت صور ما بعد الاصطدام من المركبة الفضائية عن حدوث اهتزاز طفيف ، مما يشير إلى أن الكويكب كان هشا وأقل تماسكًا بشكل ملحوظ مما كان متوقعًا.

### هبوط على ريوغو Ryugu وأخذ عينات منه في 11 يوليو 2019
بعد حوالي 40 دقيقة من الانفصال ، عندما كانت المركبة الفضائية على مسافة آمنة ، تم إطلاق المصادم على سطح الكويكب عن طريق تفجير   4.5 كيلوجرام من شحنة مشكلة من البلاستيك إتش إم إكس للتسريع. تم إطلاق المصادم النحاسي على السطح من ارتفاع حوالي متر 500 متر  الذي أدى إلى حفر فوهة بركان حوالي بقطر   10 متر وهو  يعرض مادة نقية.   كانت الخطوة التالية هي انزال في 4 يونيو 2019 لعلامة هدف عاكسة في المنطقة القريبة من فوهة البركان للمساعدة في الملاحة والنزول.  تم الهبوط وأخذ العينات في 11 يوليو 2019. 

### عودة كبسولة العينة إلى الأرض
في 13 نوفمبر 2019  غادر المسبار مداره حول الكويكب وبدأ رحلة العودة إلى الأرض. قبل ساعات قليلة من تحليق هايابوسا 2 بالقرب من الأرض ، قامت بفصل كبسولتها النموذجية في الساعة 05:30 بالتوقيت العالمي المنسق في 5 ديسمبر 2020. دخلت الكبسولة في الغلاف الجوي للأرض بسرعة 12 كم / ثانية. ثم نشرت مظلة على ارتفاع حوالي 10 كيلومترات  مما يسمح بتحديد موقع الكبسولة بواسطة الرادار . وبدأت في إرسال إشارة الموقع. هبطت كبسولة العينة في الموعد المحدد في منطقة Woomera المحظورة في أستراليا.
تم تحليل العينات في «مركز معالجة لعينات خارج الأرض» التابع لـ JAXA  من بين مرسسات علمية أخرى. تم العثور على أكثر من 10 أنواع مختلفة من الأحماض الأمينية. 
كانت مسافة الرحلة الإجمالية 5.24 × 109 كم (35.0 وحدة فلكية).
تم جمع أي مواد متطايرة قبل فتح العبوات المحكمة الغلق. [71] ثم يتم تنسيق العينات وتحليلها في مركز تنسيق العينات خارج الأرض التابع للجاكسا ، [80] حيث يمكن للعلماء الدوليين طلب جزء صغير من العينات. أعادت المركبة الفضائية كبسولة تحتوي على شظايا كويكب غني بالكربون يعتقد العلماء أنها يمكن أن توفر أدلة حول انتقال  قديم للماء والجزيئات العضوية إلى الأرض.
عادت إحدى حاويات النقل من منشأة إلى منشأة (FFTC) من Hayabusa 2 عينات أعطتها وكالة ناسا من قبل JAXA
تشارك JAXA جزءًا من هذه العينات مع وكالة ناسا ، وفي المقابل ، ستزود ناسا JAXA بنسبة مئوية من عينة من الكويكب بينو ، عندما تعود مركبة الفضاء OSIRIS-REx التابعة للوكالة إلى الأرض من صخرة الفضاء في عام 2023.
تلقت ناسا 23 حبة بحجم ملليمتر و 4 حاويات من مواد أدق من ريوجو من جاكسا في 30 نوفمبر - تمثل  10 بالمائة من المجموع الكلي .